# Зенит-ЕМ

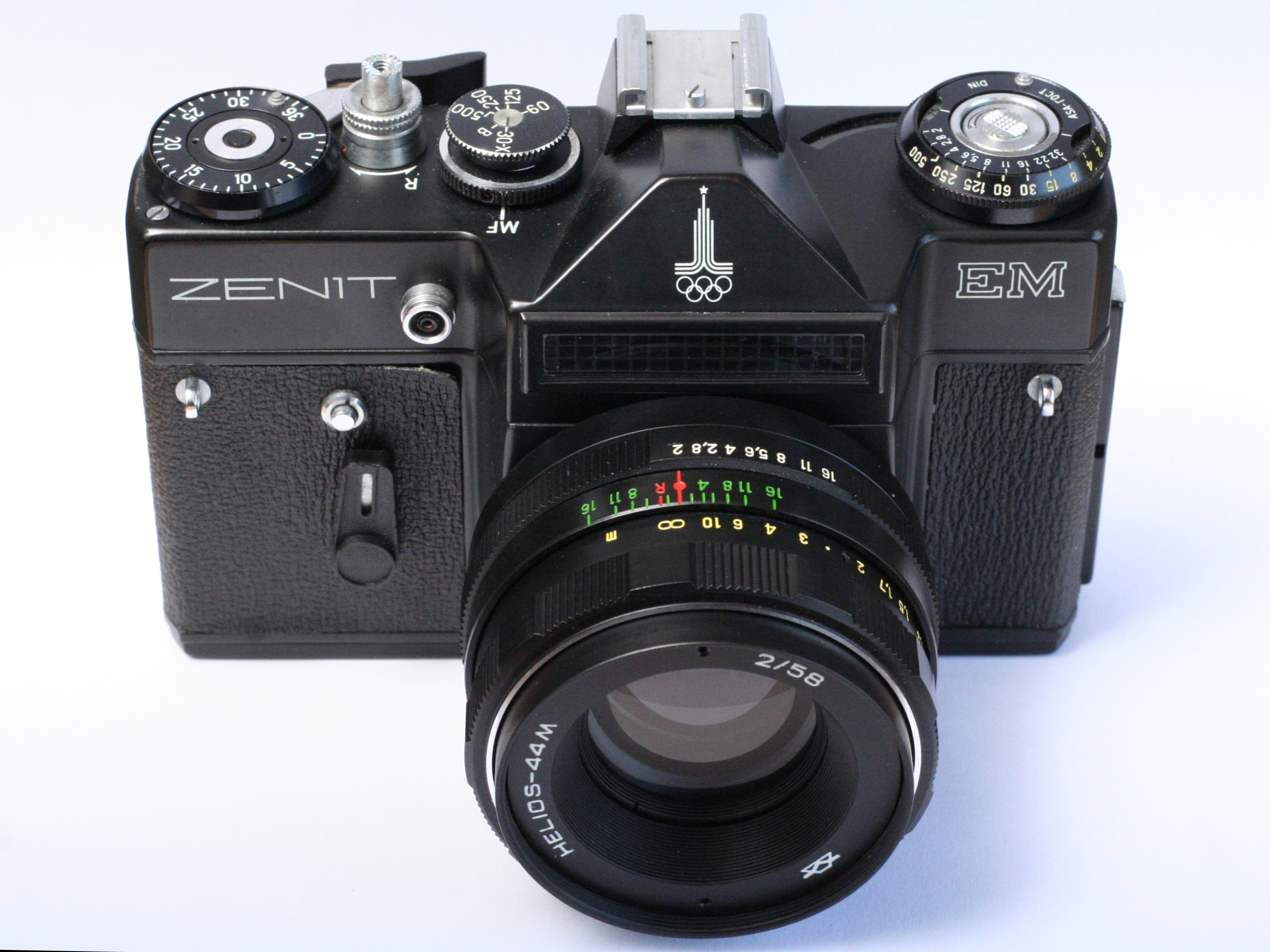
«Зенит-ЕМ» з об'єктивом «Гелиос-44М».

Зени́т-ЕМ — малоформатний однооб'єктивний дзеркальний фотоапарат з вбудованим незалежним експонометром. Розроблений на Красногорському механічному заводі (КМЗ) де випускався серійно в 1972—1985 рр. та 1988 р. Випущений в кількості близько 1 млн экз. Перший фотоапарат на якому стояв штатний об'єктив «Гелиос-44М» з нажимною діафрагмою.

## Технічні характеристики
- Тип — однооб'єктивний дзеркальний фотоапарат з вбудованим незалежним експонометром і механізмом дзеркала постійного візування.
- Тип застосовуваного фотоматеріалу — фотоплівка типу 135 в стандартних касетах. Розмір кадру 24 × 36 мм.
- Затвор — механічний, шторково-щілинний з горизонтальним рухом полотняних шторок. Витримка затвора: від 1/30 до 1/500 сек і «ручна».
- Штатний об'єктив — «Гелиос-44М» з нажимною діафрагмою.
- Корпус металевий з задньою стінкою, що відкривається.
- Курковий заведення затвора і перемотка плівки. Зворотне перемотування плівки висувною головкою.
- Видошукач дзеркальний, з незмінною пентапризмою. Фокусувальний екран — лінза Френеля з мікрорастром та матове скло.
- Експонометр з селеновим елементом і двострілочним індикатором на верхній кришці
- Тип кріплення об'єктива — різьбове з'єднання M42×1/45,5.
- Синхроконтакт кабельний з регульованим часом випередження.
- Механічний автоспуск.
- Лічильник кадрів з ручним встановленням першого кадру
- Різьба штативного гнізда 1/4 дюйма.